# Erigonoplus
Erigonoplus es un género de arañas araneomorfas de la familia Linyphiidae. Se encuentra en la zona paleártica.

## Lista de especies
Según The World Spider Catalog 12.0:
- Erigonoplus castellanus (O. Pickard-Cambridge, 1875)
- Erigonoplus depressifrons (Simon, 1884)
- Erigonoplus dilatus (Denis, 1949)
- Erigonoplus globipes (L. Koch, 1872)
- Erigonoplus inclarus (Simon, 1881)
- Erigonoplus inspinosus Wunderlich, 1995
- Erigonoplus jarmilae (Miller, 1943)
- Erigonoplus justus (O. Pickard-Cambridge, 1875)
- Erigonoplus kirghizicus Tanasevitch, 1989
- Erigonoplus latefissus (Denis, 1968)
- Erigonoplus minaretifer Eskov, 1986
- Erigonoplus nasutus (O. P.-Cambridge, 1879)
- Erigonoplus nigrocaeruleus (Simon, 1881)
- Erigonoplus ninae Tanasevitch & Fet, 1986
- Erigonoplus nobilis Thaler, 1991
- Erigonoplus sengleti Tanasevitch, 2008
- Erigonoplus setosus Wunderlich, 1995
- Erigonoplus sibiricus Eskov & Marusik, 1997
- Erigonoplus simplex Millidge, 1979
- Erigonoplus spinifemuralis Dimitrov, 2003
- Erigonoplus turriger (Simon, 1881)
- Erigonoplus zagros Tanasevitch, 2009